# Franciszek Morawski
Franciszek Morawski (dt. Franz Morawski) (* 2. April 1783 in Pudliszki; † 12. Dezember 1861 in Lubonia bei Leszno) war ein polnischer General und Kriegsminister der nationalen polnischen Regierung während des Novemberaufstandes von 1831. Außerdem hat er sich als Schriftsteller und Dichter einen Namen gemacht.

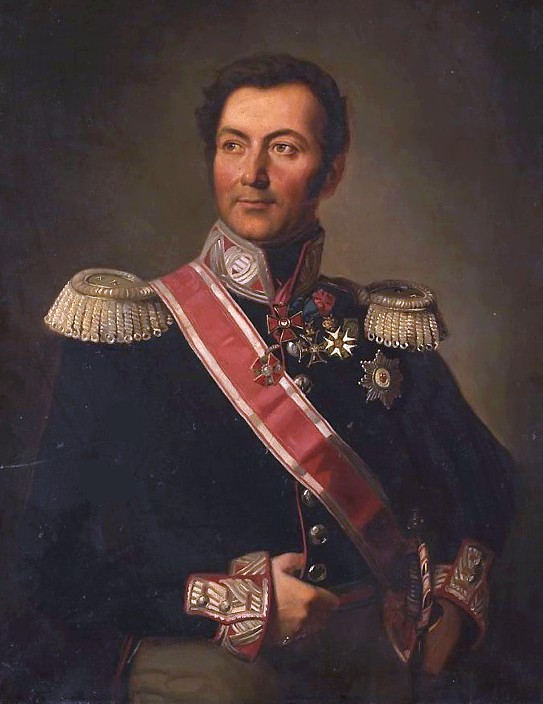
Franciszek Morawski

## Leben
Im Jahr 1806 trat er in die polnische Armee ein. Im Feldzug Napoleons von 1807 hat er sich verschiedentlich ausgezeichnet. Während der Kampagne von 1809 war er Adjutant des Generals   Stanisław Fiszer (1769–1812) und wurde Chef seines Stabes. Den Russlandfeldzug 1812 machte Morawski als Kommandeur einer Infanterie-Division mit. Auch in diesem Feldzug nahm er an verschiedenen Schlachten teil. Im Jahr 1813 war er Stabschef  unter General Antoni Paweł Sułkowski und nahm an der Völkerschlacht bei Leipzig teil. In den Jahren 1813 und 1814 war er Leiter des Generalstabs der polnischen Einheiten.
Nach dem Ende des Herzogtum Warschaus diente er seit 1815 der Armee des Königreichs Polen (Kongresspolen). Seit 1820 war er Mitglied der Vereinigung der Freunde der Wissenschaft und gehörte einer Freimaurerloge an. Daneben hat er einen literarischen Salon in Warschau betrieben. Zwischen 1820 und 1826 kommandierte er eine Brigade.
Während des Novemberaufstandes seit Januar 1831 kämpfte er auf Seiten der Aufständischen. Er war zunächst Im Generalstab verantwortlich für die Organisation der Armee. Später war er zeitweise Kriegsminister der nationalen polnischen Regierung. Er gehörte schließlich zu einer Delegation, die mit den Russen über ein Ende des Krieges verhandeln sollte. Wegen Streitigkeiten im polnischen Lager trat er von dieser Aufgabe zurück. Dies führte dazu, dass die russischen Unterhändler sich nicht mehr an die gegenüber ihn gemachten Zugeständnisse gebunden fühlten und die vollständige Unterwerfung verlangten.
Nach Ende des Krieges wurde er zunächst verbannt, kehrte aber 1833 nach Polen zurück und siedelte sich in Lubon in der preußischen Provinz Posen an. Er widmete sich dort seinen literarischen Arbeiten und war Mitglied der Gesellschaft der Freunde der Wissenschaft in Posen.
Literarisch ist er bereits zur Zeit der napoleonischen Kriege hervorgetreten. Er hielt 1813 eine vielbeachtete Totenrede auf Józef Antoni Poniatowski. Er war Übersetzer von George Gordon Byron ins Polnische. Auch französische Autoren hat er übersetzt. Außerdem war seine Erzählung „Der kleine Edelhof meines Großvaters“ bekannt. Hinzu kamen eine Reihe von Gedichten sowie Fabeln.
Morawski war unter anderem Träger des Orden Virtuti Militari, des Sankt Stanislaus Orden  sowie des Offizierskreuzes der Ehrenlegion.